# Сравнительная философия
Сравни́тельная филосо́фия, или филосо́фская компаративи́стика, — область историко-философских и философских исследований, сравнительное изучение философских традиций Запада и Востока, включающее изучение философских школ, учений, систем, категориального аппарата и отдельных понятий. В настоящее время предметом сравнительной философии также становится сопоставление философских традиций Латинской Америки и Африки.

## История философской компаративистики
По мнению некоторых исследователей, несмотря на возможность обнаружения истоков сравнительной философии ещё в древности, институализацию её в качестве самостоятельной области философских и историко-философских исследований следует датировать 30-ми — 40-ми годами XX века. Причины этого видят в установлении в XX веке все более тесных контактов между Западом и Востоком. Среди основателей философской компаративистики называют имена французского мыслителя Поля Массона-Урселя, автора работы «Сравнительная философия» (1923) и индийского философа Пуллу Тирупати Раджу, автора книги «Введение в сравнительную философию» (1962). Одним из крупнейших представителей философской компаративистики в XX веке является японский ученый Накамура Хадзимэ. Значительный вклад в развитие сравнительной философии внёс бельгийский философ и историк китайской математики Ульрих Либбрехт.
Первая конференция философов Востока и Запада состоялась в 1939 году в Гонолулу (США). В 1951 году Чарльзом А. Муром, руководителем кафедры философии Гавайского университета (США), был основан международный междисциплинарный ежеквартальный журнал «Философия Востока и Запада» (Philosophy East and West). Журнал продолжает своё существование и в настоящее время. Материалы по сравнительной философии публикуются также в журналах: «Dao: A Journal of Comparative Philosophy», «Comparative Philosophy. An International Journal of Constructive Engagement of Distinct Approaches toward World Philosophy».

### Российская философская компаративистика
Среди российских исследователей следует назвать Ф. И. Щербатского, внёсшего огромный вклад в разработку важнейших идей и принципов философской компаративистики. В настоящее время в России существует ряд журналов, посвященных сравнительной философии. Так в июне 2007 года был создан журнал современной зарубежной философии и философской компаративистики «Хора» (главный редактор А. В. Дьяков).
В 2000 году Институтом философии РАН была основана серия «Сравнительная философия». В современной российской историко-философской литературе различные проблемы сравнительной философии разрабатываются в работах М. Т. Степанянц, В. Н. Лысенко, В. К. Шохина, А. В. Смирнова, А. Е. Лукьянова, А. И. Кобзева, А. С. Колесникова, Н. И. Петякшевой и др.